# Pseudocraterellus luteus
Pseudocraterellus luteus é uma espécie de fungo pertencente à família Cantharellaceae.